# Zdzisław Nitka

 Externe Weblinks
- Werke von Zdzisław Nitka

Zdzisław Nitka (* 1962 in Oborniki Śląskie, Polen) ist ein expressionistischer Maler, Graphiker und Holzschneider. Er studierte ab 1982 Malerei und Grafik an der Kunstakademie Breslau, an der er heute als Professor unterrichtet.

## Werk
Seine Kunst ist eng mit dem deutschen Expressionismus verbunden, wie etwa mit Otto Mueller, der im damaligen Obernigk lebte und dort 1930 starb, oder mit Ernst Ludwig Kirchner, mit dessen Werk sich Nitka nachhaltig auseinandersetzt. Darüber hinaus sind auch Einflüsse zeitgenössischer Maler wie Georg Baselitz nachweisbar.
Seine mit zahlreichen Preisen ausgezeichneten Werke finden sich in fast allen Nationalmuseen Polens.
Ausgestellt hat er in zahlreichen Einzel- und Gruppenausstellungen, sowohl in seinem Heimatland als auch in Deutschland.

## Ausstellungen
- Galeria Test, CBWA, Warschau, 1988
- Galeria Obraz, Posen, 1989
- Galeria Działań, Warschau, 1989
- Malarz Nitka. Malarstwo, grafika, rysunek, Museum Śląskie w Katowicach, 2008
- Galerie Pokusa, Wiesbaden, 2002, 2005 und 2007
- Ev. Erlösergemeinde, Wiesbaden-Dotzheim, OT Sauerland, 2009

| Personendaten    | Personendaten                                          |
| ---------------- | ------------------------------------------------------ |
| NAME             | Nitka, Zdzisław                                        |
| KURZBESCHREIBUNG | expressionistischer Maler, Graphiker und Holzschneider |
| GEBURTSDATUM     | 1962                                                   |
| GEBURTSORT       | Oborniki Śląskie, Polen                                |